# Huracà Charley
Huracà Charley va ser el tercer cicló anomenat, el segon huracà, i el segon gran huracà de la temporada d'huracans de l'Atlàntic de 2004. Charley es va perllongar des del 9 al 15 d'agost, i en la seva intensitat màxima registrava vents de 240 km/h, convertint-se en un huracà potent de Categoria 4 en l'escala d'huracans de Saffir-Simpson. La tempesta feu recalada al sud-oest de Florida en la seva força màxima, convertint-se així en l'huracà més fort que afectà els Estats Units des que l'huracà Andrew havia colpejat Florida dotze anys abans, el 1992.